# Sibawajhi
Sibawajhi (arab. سيبويه, zm. ok. 793; Abu Biszr Amr Ibn Usman Ibn Kanbar Sibawajhi, arab. أبو بشر عمرو بن عثمان بن قنبر سيبويه) – filolog arabski pochodzenia perskiego, założyciel arabskiej tradycji gramatycznej.

## Życiorys
Pierwotnie przybył do Basry z zamiarem studiowania prawa i teologii, ostatecznie jednak poświęcił się badaniu gramatyki, według tradycji dlatego, że sam został posądzony o popełnienie błędu językowego.
Jest autorem pierwszego wyczerpującego opisu klasycznego języka arabskiego znanego pod tytułem Kitab Sibawajhi, czyli Księga Sibawajhiego (albo jako Al-Kitab 'Księga'). Znaczenie tego traktatu dla klasycznej filologii arabskiej było tak duże, że nazywano go "Koranem gramatyki". Źródła i wzorce, na których mógł ewentualnie opierać się Sibawajhi, tworząc to dzieło, trudno dziś ustalić. Można je jednak odczytywać jako efekt zastosowania muzułmańskiej teorii prawoznawczej (fikh) do materiału językowego zebranego przez jego mistrzów, takich jak Al-Chalil Ibn Ahmad, Junus Ibn Habib i inni.